# Bundesautobahn 540
La Bundesautobahn 540, abbreviata anche in A 540, è una breve autostrada tedesca della lunghezza di 7 km che collega le città di Grevenbroich alla città di Jüchen e, indirettamente, all'autostrada A 46.

## Percorso
| A 540 |           |                  |     |                |                |
| Tipo  | n° uscita | Indicazione      | km  | Corrispondenze | Strada europea |
|       | 1         | Juchen           | 0,1 |                |                |
|       | 2         | Gustorf          | 1,9 |                |                |
|       | 3         | Frimmersdorf     | 5,0 |                |                |
|       | 4         | Grevenbroich Sud | 7,0 |                |                |